# اندیس باغگل
باغگل یک اندیس مصالح ساختمانی است که در حوالی شهر کوهپایه استان اصفهان قرار دارد و مادهٔ معدنی موجود در آن، سنگ تزئینی است.  